# Liste des épisodes de Winx Club
Winx Club est une série d'animation italo-américaine diffusée pour la première fois le 28 janvier 2004 sur la chaîne télévisée italienne Rai 2. 
L'action se déroule dans un univers rempli de magie, de planètes fictives et de créatures mythiques. Le scénario de la série est basé sur l'histoire d'une jeune fille, Bloom, à la recherche de la vérité sur son passé et sur ce qui est arrivé à sa planète d'origine et à ses parents. Après avoir découvert qu'elle possède des pouvoirs magiques, Bloom intègre une école pour fées et fonde, avec ses camarades, une équipe appelée le Winx Club pour lutter ensemble contre le mal. Outre l'intrigue principale, la série d'animation aborde des thèmes tels que les relations romantiques, l'angoisse des adolescents et les relations parents-enfants. La série comprend 208 épisodes et est divisée en huit saisons. À l'origine, l'histoire est prévue pour seulement trois saisons et un long métrage d'animation les complétant, mais en raison de la popularité de la série, celle-ci est prolongée et il est décidé de développer l'intrigue dans d'autres directions, en déplaçant les héroïnes du monde de la magie vers la Terre, où elles sont perçues comme des super-héroïnes. Une partie de l'intrigue de la série est présentée dans les longs métrages Winx Club : Le Secret du royaume perdu, Winx Club 3D : L'Aventure magique et Winx Club : Le Mystère des abysses. Pour le lancement de la série animée sur Nickelodeon, 4 épisodes spéciaux sont réalisés, résumant les événements des deux premières saisons, avec de légers changements au niveau des dessins et de l'intrigue.
Au début du développement de la série, Straffi prévoit une intrigue globale qui se termine au bout de trois saisons. Un long métrage suit la troisième saison, destiné à conclure l'intrigue de la série alors que les fées sont diplômées de l'école d'Alféa. En 2008, Straffi prend la décision de prolonger la série originale par une quatrième saison, en invoquant sa popularité croissante. Pendant la production de la quatrième saison, la société américaine Viacom (propriétaire de Nickelodeon) entame une longue procédure avec le studio Rainbow. Viacom devient copropriétaire de Rainbow afin de réaliser ses propres épisodes de la série. Le Nickelodeon Animation Studio de Viacom lance la production d'une nouvelle série, dans laquelle les Winx sont à nouveau étudiantes à Alfea, comme elles le sont dans la série originale avant d'obtenir leur diplôme. Le renouveau de Nickelodeon débute par quatre épisodes télévisés spéciaux qui résument la série d'origine.

## Panorama des saisons
Première génération
| Saisons | Saisons | Nombre d'épisodes | Diffusion originale | Diffusion originale | Chaîne d'origine |
| Saisons | Saisons | Nombre d'épisodes | Début de saison     | Fin de saison       | Chaîne d'origine |
| ------- | ------- | ----------------- | ------------------- | ------------------- | ---------------- |
|         | 1       | 26                | 28 janvier 2004     | 26 mars 2004        | Rai 2            |
|         | 2       | 26                | 19 avril 2005       | 14 juillet 2005     | Rai 2            |
|         | 3       | 26                | 29 janvier 2007     | 28 mars 2007        | Rai 2            |
|         | 4       | 26                | 15 avril 2009       | 13 novembre 2009    | Rai 2            |

Deuxième génération
| Saisons | Saisons  | Nombre d'épisodes | Diffusion originale | Diffusion originale | Chaîne d'origine                                    | Diffusion originale | Diffusion originale | Chaîne d'origine |
| Saisons | Saisons  | Nombre d'épisodes | Début de saison     | Fin de saison       | Chaîne d'origine                                    | Début de saison     | Fin de saison       | Chaîne d'origine |
| ------- | -------- | ----------------- | ------------------- | ------------------- | --------------------------------------------------- | ------------------- | ------------------- | ---------------- |
|         | Spéciaux | 4                 | 21 novembre 2011    | 12 décembre 2011    | Rai 2                                               | 27 juin 2011        | 16 octobre 2011     | Nickelodeon      |
|         | 5        | 26                | 16 octobre 2012     | 24 avril 2013       | Rai 2                                               | 26 août 2012        | 22 septembre 2013   | Nickelodeon      |
|         | 6        | 26                | 6 janvier 2014      | 4 août 2014         | Rai 2 (épisodes 1 à 14) Rai Gulp (épisodes 15 à 26) | 29 septembre 2013   | 22 novembre 2015    | Nickelodeon      |
|         | 7        | 26                | 21 septembre 2015   | 3 octobre 2015      | Rai Gulp                                            | 10 janvier 2016     | 10 avril 2016       | Nick Jr.         |

Troisième génération
| Saisons | Saisons | Nombre d'épisodes | Diffusion originale | Diffusion originale | Chaîne d'origine |
| Saisons | Saisons | Nombre d'épisodes | Début de saison     | Fin de saison       | Chaîne d'origine |
| ------- | ------- | ----------------- | ------------------- | ------------------- | ---------------- |
|         | 8       | 26                | 15 avril 2019       | 17 septembre 2019   | Rai Yoyo         |

## Liste des épisodes

### Première saison
| №  | #  | Titre                                              | Première diffusion | Première diffusion | Code de prod. |
| №  | #  | Titre                                              | Italie             | France             | Code de prod. |
| -- | -- | -------------------------------------------------- | ------------------ | ------------------ | ------------- |
| 1  | 1  | Les pouvoirs de Bloom Una fata a Gardenia          | 28 janvier 2004    | N/A                | 101           |
| 2  | 2  | Bienvenue à Magix Benvenuti a Magix!               | 30 janvier 2004    | N/A                | 102           |
| 3  | 3  | Alféa, l'université des fées L'anello di Stella    | 2 février 2004     | N/A                | 103           |
| 4  | 4  | La voix de la nature La palude di Melmamora        | 4 février 2004     | N/A                | 104           |
| 5  | 5  | La rançon Appuntamento al buio                     | 6 février 2004     | N/A                | 105           |
| 6  | 6  | Les Winx passent à l'action Missione a Torrenuvola | 9 février 2004     | N/A                | 106           |
| 7  | 7  | La Tour Nuage A che servono gli amici?             | 11 février 2004    | N/A                | 107           |
| 8  | 8  | L'accident de Riven La festa della rosa            | 13 février 2004    | N/A                | 108           |
| 9  | 9  | La trahison de Riven Il tradimento di Riven        | 16 février 2004    | N/A                | 109           |
| 10 | 10 | Voyage virtuel La Fiamma del Drago                 | 18 février 2004    | N/A                | 110           |
| 11 | 11 | Les mystérieux marécages Il regno delle ninfee     | 20 février 2004    | N/A                | 111           |
| 12 | 12 | Miss Magix                                         | 23 février 2004    | N/A                | 112           |
| 13 | 13 | Le grand secret La figlia del fuoco                | 25 février 2004    | N/A                | 113           |
| 14 | 14 | Le secret de Bloom Il segreto di Bloom             | 27 février 2004    | N/A                | 114           |
| 15 | 15 | Les voix du passé Voci dal passato                 | 1er mars 2004      | N/A                | 115           |
| 16 | 16 | Le cauchemar Il nemico nell'ombra                  | 3 mars 2004        | N/A                | 116           |
| 17 | 17 | Le secret de Brandon Il segreto di Brandon         | 5 mars 2004        | N/A                | 117           |
| 18 | 18 | Adieu Alféa Addio Magix                            | 8 mars 2004        | N/A                | 118           |
| 19 | 19 | La chute de Magix Attacco ad Alfea                 | 10 mars 2004       | N/A                | 119           |
| 20 | 20 | Mission sur Domino La scomparsa di Bloom           | 12 mars 2004       | N/A                | 120           |
| 21 | 21 | La couronne de Domino Trappola di ghiaccio         | 15 mars 2004       | N/A                | 121           |
| 22 | 22 | Le retour de Riven Il ritorno di Riven             | 17 mars 2004       | N/A                | 122           |
| 23 | 23 | La grande évasion Fuga da Torrenuvola              | 19 mars 2004       | N/A                | 123           |
| 24 | 24 | L'offensive des Trix Il mistero del lago           | 22 mars 2004       | N/A                | 124           |
| 25 | 25 | L'ultime défi Il sonno di Magix                    | 24 mars 2004       | N/A                | 125           |
| 26 | 26 | La bataille finale Battaglia finale                | 26 mars 2004       | N/A                | 126           |

### Deuxième saison
| №  | #  | Titre                                                           | Première diffusion | Première diffusion | Code de prod. |
| №  | #  | Titre                                                           | Italie             | France             | Code de prod. |
| -- | -- | --------------------------------------------------------------- | ------------------ | ------------------ | ------------- |
| 27 | 1  | Le Phœnix La fenice d'ombra                                     | 19 avril 2005      | N/A                | 201           |
| 28 | 2  | Les Mini-fées Il ritorno delle Trix                             | 21 avril 2005      | N/A                | 202           |
| 29 | 3  | Les Mini-fées ont disparu Missione di salvataggio               | 26 avril 2005      | N/A                | 203           |
| 30 | 4  | Un coup de foudre La Principessa Amentia                        | 28 avril 2005      | N/A                | 204           |
| 31 | 5  | Connexion parfaite Magico Bonding                               | 3 mai 2005         | N/A                | 205           |
| 32 | 6  | Le mariage de Brandon Il matrimonio di Brandon                  | 5 mai 2005         | N/A                | 206           |
| 33 | 7  | La pierre mystérieuse La pietra misteriosa                      | 10 mai 2005        | N/A                | 207           |
| 34 | 8  | Une fête inoubliable Il guastafeste                             | 12 mai 2005        | N/A                | 208           |
| 35 | 9  | Le secret du professeur Avalon Il segreto del professor Avalon  | 17 mai 2005        | N/A                | 209           |
| 36 | 10 | La crypte du codex La cripta del codice                         | 19 mai 2005        | N/A                | 210           |
| 37 | 11 | La course contre la montre Corsa contro il tempo                | 24 mai 2005        | N/A                | 211           |
| 38 | 12 | Les Winx passent à l'action Unite per la vittoria               | 26 mai 2005        | N/A                | 212           |
| 39 | 13 | La danseuse La dama del ballo                                   | 31 mai 2005        | N/A                | 213           |
| 40 | 14 | Bataille sur la planète Eraklyon Battaglia sul pianeta Eraklyon | 2 juin 2005        | N/A                | 214           |
| 41 | 15 | Que la fête continue Lo spettacolo continua                     | 7 juin 2005        | N/A                | 215           |
| 42 | 16 | Hallowinx ! Hallowinx!                                          | 9 juin 2005        | N/A                | 216           |
| 43 | 17 | L'alliance improbable Gemellaggio con le Streghe                | 14 juin 2005       | N/A                | 217           |
| 44 | 18 | Au cœur du danger Nel Cuore di Torrenuvola                      | 16 juin 2005       | N/A                | 218           |
| 45 | 19 | L'espion de l'ombre La spia nell'ombra                          | 21 juin 2005       | N/A                | 219           |
| 46 | 20 | Le village des Pixies Il villaggio delle Pixies                 | 23 juin 2005       | N/A                | 220           |
| 47 | 21 | Le pouvoir du Charmix Il potere del Charmix                     | 28 juin 2005       | N/A                | 221           |
| 48 | 22 | L'attaque des Trix Wildland: La grande trappola                 | 30 juin 2005       | N/A                | 222           |
| 49 | 23 | Moment de vérité Il momento della verità                        | 5 juillet 2005     | N/A                | 223           |
| 50 | 24 | La prisonnière du donjon Prigioniera di Darkar                  | 7 juillet 2005     | N/A                | 224           |
| 51 | 25 | Face à face Faccia a faccia con il nemico                       | 12 juillet 2005    | N/A                | 225           |
| 52 | 26 | Le dernier combat Le ceneri della Fenice                        | 14 juillet 2005    | N/A                | 226           |

### Troisième saison
| №  | #  | Titre                                              | Première diffusion | Première diffusion | Code de prod. |
| №  | #  | Titre                                              | Italie             | France             | Code de prod. |
| -- | -- | -------------------------------------------------- | ------------------ | ------------------ | ------------- |
| 53 | 1  | Le bal de la princesse Il ballo della principessa  | 29 janvier 2007    | N/A                | 301           |
| 54 | 2  | La marque de Valtor Il marchio di Valtor           | 31 janvier 2007    | N/A                | 302           |
| 55 | 3  | La Fée et la Bête La principessa e la bestia       | 2 février 2007     | N/A                | 303           |
| 56 | 4  | Le Miroir de la vérité Lo specchio della verità    | 5 février 2007     | N/A                | 304           |
| 57 | 5  | L'Océan de la peur Il Mare della Paura             | 7 février 2007     | N/A                | 305           |
| 58 | 6  | Le choix de Layla La scelta di Aisha               | 9 février 2007     | N/A                | 306           |
| 59 | 7  | La Compagnie de la Lumière La compagnia della luce | 12 février 2007    | N/A                | 307           |
| 60 | 8  | La trahison de Sky ! Una sleale avversaria         | 14 février 2007    | N/A                | 308           |
| 61 | 9  | Alféa en danger ! Il cuore e la spada              | 16 février 2007    | N/A                | 309           |
| 62 | 10 | L'assaut d'Alféa Alfea sotto assedio               | 19 février 2007    | N/A                | 310           |
| 63 | 11 | La disparition de Faragonda Trappola per fate      | 21 février 2007    | N/A                | 311           |
| 64 | 12 | Sauver Faragonda Le lacrime del salice nero        | 23 février 2007    | N/A                | 312           |
| 65 | 13 | Le sacrifice de Tecna Un ultimo battito d'ali      | 26 février 2007    | N/A                | 313           |
| 66 | 14 | Dissolution du club Furia!                         | 28 février 2007    | N/A                | 314           |
| 67 | 15 | La quête du dragon L'isola dei draghi              | 2 mars 2007        | N/A                | 315           |
| 68 | 16 | Signal reçu Dalle ceneri                           | 5 mars 2007        | N/A                | 316           |
| 69 | 17 | Dans la tanière du Serpent Nella tana del serpente | 7 mars 2007        | N/A                | 317           |
| 70 | 18 | Le mystérieux Ophir Lo scrigno di Valtor           | 9 mars 2007        | N/A                | 318           |
| 71 | 19 | Le mariage de Radius All'ultimo minuto             | 12 mars 2007       | N/A                | 319           |
| 72 | 20 | Faragonda contre Valtor La carica delle Pixies     | 14 mars 2007       | N/A                | 320           |
| 73 | 21 | Le secret de Fontaine Rouge La torre rossa         | 16 mars 2007       | N/A                | 321           |
| 74 | 22 | Les fées au Royaume doré Il labirinto di cristallo | 19 mars 2007       | N/A                | 322           |
| 75 | 23 | Les Étoiles d'Eau La sfida dei maghi               | 21 mars 2007       | N/A                | 323           |
| 76 | 24 | Terrible dilemme La rivelazione delle streghe      | 23 mars 2007       | N/A                | 324           |
| 77 | 25 | Le Combat du Lac L'ira dello stregone              | 26 mars 2007       | N/A                | 325           |
| 78 | 26 | Une Invitation douteuse Un nuovo inizio            | 28 mars 2007       | N/A                | 326           |

### Quatrième saison
| №   | #  | Titre                                                    | Première diffusion | Première diffusion | Code de prod. |
| №   | #  | Titre                                                    | Italie             | France             | Code de prod. |
| --- | -- | -------------------------------------------------------- | ------------------ | ------------------ | ------------- |
| 79  | 1  | Les chasseurs de fées I cacciatori di fate               | 15 avril 2009      | 26 octobre 2009    | 401           |
| 80  | 2  | L'Arbre de Vie L'albero della vita                       | 17 avril 2009      | 27 octobre 2009    | 402           |
| 81  | 3  | La dernière fée de la Terre L'ultima fata della Terra    | 20 avril 2009      | 29 octobre 2009    | 403           |
| 82  | 4  | Le « Love and Pet » Love & Pet                           | 22 avril 2009      | 30 octobre 2009    | 404           |
| 83  | 5  | Le cadeau de Mitzi Il regalo di Mitzi                    | 24 avril 2009      | 31 octobre 2009    | 405           |
| 84  | 6  | Une fée en danger Una fata in pericolo                   | 27 avril 2009      | 2 novembre 2009    | 406           |
| 85  | 7  | Winx Believix                                            | 29 avril 2009      | 3 novembre 2009    | 407           |
| 86  | 8  | Le cercle blanc Il Cerchio Bianco                        | 1er mai 2009       | 7 novembre 2009    | 408           |
| 87  | 9  | Le concert de Musa Nebula                                | 4 mai 2009         | 14 novembre 2009   | 409           |
| 88  | 10 | Le rêve de Musa La canzone di Musa                       | 6 mai 2009         | 21 novembre 2009   | 410           |
| 89  | 11 | Winx Club pour toujours ! Winx Club per sempre!          | 8 mai 2009         | 28 novembre 2009   | 411           |
| 90  | 12 | Papa… Je suis une fée ! Papà! Sono una fata!             | 11 mai 2009        | 5 décembre 2009    | 412           |
| 91  | 13 | Le retour des fées sur la Terre L'attacco degli stregoni | 13 mai 2009        | 12 décembre 2009   | 413           |
| 92  | 14 | 7, le chiffre parfait 7: il numero perfetto              | 14 octobre 2009    | 19 décembre 2009   | 414           |
| 93  | 15 | Quand la magie fait justice Lezioni di magia             | 16 octobre 2009    | 21 décembre 2009   | 415           |
| 94  | 16 | Un monde virtuel Un mondo virtuale                       | 19 octobre 2009    | 28 décembre 2009   | 416           |
| 95  | 17 | Le royaume des fées L'isola incantata                    | 21 octobre 2009    | 29 décembre 2009   | 417           |
| 96  | 18 | La nature en colère La furia della natura                | 26 octobre 2009    | 21 mai 2010        | 418           |
| 97  | 19 | Le royaume de Diana Nel regno di Diana                   | 28 octobre 2009    | 24 mai 2010        | 419           |
| 98  | 20 | Le cadeau du destin I Doni del Destino                   | 30 octobre 2009    | 25 mai 2010        | 420           |
| 99  | 21 | Le royaume de Sybilla La caverna di Sibylla              | 2 novembre 2009    | 26 mai 2010        | 421           |
| 100 | 22 | La tour de glace La torre gelata                         | 4 novembre 2009    | 27 mai 2010        | 422           |
| 101 | 23 | Le combat de Bloom La prova di Bloom                     | 6 novembre 2009    | 28 mai 2010        | 423           |
| 102 | 24 | Que justice soit faite Il giorno della giustizia         | 9 novembre 2009    | 31 mai 2010        | 424           |
| 103 | 25 | Le secret de Morgana Il segreto di Morgana               | 11 novembre 2009   | 1er juin 2010      | 425           |
| 104 | 26 | La glace contre le feu Ghiaccio e fuoco                  | 13 novembre 2009   | 2 juin 2010        | 426           |

### Épisodes spéciaux
| # | Titre français       | Titre original         | Diffusion française | Diffusion originale |
| - | -------------------- | ---------------------- | ------------------- | ------------------- |
| 1 | Wouah c'est Magix!   | Il destino di Bloom    | 16 novembre 2011    | 21 novembre 2011    |
| 2 | Impitoyables Trix    | La vendetta delle Trix | 7 décembre 2011     | 28 novembre 2011    |
| 3 | Nuits noires à Alféa | Battaglia per Magix    | 11 janvier 2012     | 5 décembre 2011     |
| 4 | X la fin du Phénix   | La Fenice d'Ombra      | 8 février 2012      | 12 décembre 2011    |

### Cinquième saison
| №   | #  | Titre                                                    | Première diffusion | Première diffusion | Code de prod. |
| №   | #  | Titre                                                    | Italie             | France             | Code de prod. |
| --- | -- | -------------------------------------------------------- | ------------------ | ------------------ | ------------- |
| 105 | 1  | Menace sur les côtes de Gardenia Minaccia dall'oceano    | 16 octobre 2012    | 24 octobre 2012    | 501           |
| 106 | 2  | Tritannus le diabolique L'ascesa di Tritannus            | 17 octobre 2012    | 24 octobre 2012    | 502           |
| 107 | 3  | Retour à Alféa Ritorno ad Alfea                          | 18 octobre 2012    | 29 octobre 2012    | 503           |
| 108 | 4  | Le livre Sirenix Il Libro Sirenix                        | 19 octobre 2012    | 30 octobre 2012    | 504           |
| 109 | 5  | Le Lilo Il magico Lilo                                   | 22 octobre 2012    | 5 novembre 2012    | 505           |
| 110 | 6  | Le challenge de Graynor Potere Harmonix                  | 23 octobre 2012    | 6 novembre 2012    | 506           |
| 111 | 7  | La gemme de la confiance en soi Le Conchiglie Luccicanti | 24 octobre 2012    | 8 novembre 2012    | 507           |
| 112 | 8  | La chanson Sirenix La melodia del rubino                 | 25 octobre 2012    | 9 novembre 2012    | 508           |
| 113 | 9  | La gemme de l'empathie La Gemma dell'Empatia             | 26 octobre 2012    | 21 novembre 2012   | 509           |
| 114 | 10 | Noël à Alféa Natale ad Alfea                             | 29 octobre 2012    | 12 décembre 2012   | 510           |
| 115 | 11 | Les Trix multiplient les pièges Le Trix in agguato       | 30 octobre 2012    | 21 novembre 2012   | 511           |
| 116 | 12 | L'épreuve de courage Prova di coraggio                   | 1er novembre 2012  | 12 décembre 2012   | 512           |
| 117 | 13 | Sirenix Le fate Sirenix                                  | 2 novembre 2012    | 15 avril 2013      | 513           |
| 118 | 14 | Le trône de l'Empereur Il Trono dell'Imperatore          | 8 avril 2013       | 16 avril 2013      | 514           |
| 119 | 15 | Le pilier de la lumière Il Pilastro della Luce           | 9 avril 2013       | 18 avril 2013      | 515           |
| 120 | 16 | L'éclipse L'eclisse                                      | 10 avril 2013      | 19 avril 2013      | 516           |
| 121 | 17 | L'œil de l'inspiration L'occhio che ispira le fate       | 11 avril 2013      | 22 avril 2013      | 517           |
| 122 | 18 | Le dévoreur Il divoratore                                | 12 avril 2013      | 23 avril 2013      | 518           |
| 123 | 19 | Le chœur des baleines Le Balene del Canto                | 15 avril 2013      | 25 avril 2013      | 519           |
| 124 | 20 | Problèmes de cœur Problemi sentimentali                  | 16 avril 2013      | 26 avril 2013      | 520           |
| 125 | 21 | Le rendez-vous galant Un appuntamento perfetto           | 17 avril 2013      | 29 avril 2013      | 521           |
| 126 | 22 | Écoute ton cœur Ascolta il tuo cuore                     | 18 avril 2013      | 30 avril 2013      | 522           |
| 127 | 23 | À la poursuite de Politea Sulle tracce di Politea        | 19 avril 2013      | 2 mai 2013         | 523           |
| 128 | 24 | Le souffle de l'océan Il Respiro dell'Oceano             | 22 avril 2013      | 3 mai 2013         | 524           |
| 129 | 25 | Bataille pour l'Océan Infini Scontro epico               | 23 avril 2013      | 6 mai 2013         | 525           |
| 130 | 26 | La fin de Tritannus La fine dell'incubo                  | 24 avril 2013      | 7 mai 2013         | 526           |

### Sixième saison
| №   | #  | Titre                                                        | Première diffusion | Première diffusion | Code de prod. |
| №   | #  | Titre                                                        | Italie             | France             | Code de prod. |
| --- | -- | ------------------------------------------------------------ | ------------------ | ------------------ | ------------- |
| 131 | 1  | Une pour toutes et toutes pour une L'ispirazione del Sirenix | 6 janvier 2014     | 25 octobre 2014    | 601           |
| 132 | 2  | Le Légendarium Legendarium                                   | 13 janvier 2014    | 25 octobre 2014    | 602           |
| 133 | 3  | La Tour Nuage s'envole Il collegio volante                   | 20 janvier 2014    | 26 octobre 2014    | 603           |
| 134 | 4  | La magie du courage Il potere Bloomix                        | 31 janvier 2014    | 26 octobre 2014    | 604           |
| 135 | 5  | Les lutins du Capharnaüm Golden Auditorium                   | 7 février 2014     | 29 octobre 2014    | 605           |
| 136 | 6  | Le vortex de flammes I Mangiafuoco                           | 14 février 2014    | 1er novembre 2014  | 606           |
| 137 | 7  | La bibliothèque perdue La biblioteca perduta                 | 17 février 2014    | 2 novembre 2014    | 607           |
| 138 | 8  | L'attaque du sphinx L'attacco della Sfinge                   | 24 février 2014    | 5 novembre 2014    | 608           |
| 139 | 9  | Le temple du dragon vert Il Tempio del Drago Verde           | 3 mars 2014        | 8 novembre 2014    | 609           |
| 140 | 10 | La serre d'Eldora La serra di Alfea                          | 10 mars 2014       | 9 novembre 2014    | 610           |
| 141 | 11 | Les enfants de la nuit Sogni infranti                        | 17 mars 2014       | 12 novembre 2014   | 611           |
| 142 | 12 | D'ombres et de lumières I figli della notte                  | 24 mars 2014       | 15 novembre 2014   | 612           |
| 143 | 13 | La bonne fée La Fata Madrina                                 | 30 mars 2014       | 16 novembre 2014   | 613           |
| 144 | 14 | Mythix                                                       | 7 avril 2014       | 19 novembre 2014   | 614           |
| 145 | 15 | Le mystère de Calavera Il mistero di Calavera                | 31 juillet 2014    | 22 novembre 2014   | 615           |
| 146 | 16 | L'invasion zombie L'invasione degli zombie                   | 1er août 2014      | 23 novembre 2014   | 616           |
| 147 | 17 | La malédiction de Boismaudit La maledizione di Fearwood      | 1er août 2014      | 23 novembre 2014   | 617           |
| 148 | 18 | Le totem magique Il totem magico                             | 1er août 2014      | 26 novembre 2014   | 618           |
| 149 | 19 | Reine d'un jour Regina per un giorno                         | 2 août 2014        | 6 décembre 2014    | 619           |
| 150 | 20 | Le monstre glouton Il banchetto di Solaria                   | 2 août 2014        | 6 décembre 2014    | 620           |
| 151 | 21 | Un amour monstrueux Un amore mostruoso                       | 2 août 2014        | 7 décembre 2014    | 621           |
| 152 | 22 | Les instruments magiques Music Café                          | 3 août 2014        | 7 décembre 2014    | 622           |
| 153 | 23 | L'hymne d'Alféa L'inno di Alfea                              | 3 août 2014        | 8 décembre 2014    | 623           |
| 154 | 24 | Un duel de légende Scontro fra campioni                      | 3 août 2014        | 10 décembre 2014   | 624           |
| 155 | 25 | Achéron Acheron                                              | 3 août 2014        | 10 décembre 2014   | 625           |
| 156 | 26 | Winx pour la vie Winx per sempre                             | 4 août 2014        | 10 décembre 2014   | 626           |

### Septième saison
| №   | #  | Titre                                                    | Première diffusion | Première diffusion | Code de prod. |
| №   | #  | Titre                                                    | Italie             | France             | Code de prod. |
| --- | -- | -------------------------------------------------------- | ------------------ | ------------------ | ------------- |
| 157 | 1  | Les animaux féeriques Il parco naturale di Alfea         | 21 septembre 2015  | 4 novembre 2015    | 701           |
| 158 | 2  | Voyage dans le passé Giovani fate crescono               | 21 septembre 2015  | 7 novembre 2015    | 702           |
| 159 | 3  | Le pouvoir Butterflix Butterflix                         | 22 septembre 2015  | 8 novembre 2015    | 703           |
| 160 | 4  | L'inauguration Il primo colore dell'Universo             | 22 septembre 2015  | 11 novembre 2015   | 704           |
| 161 | 5  | La Préhistoire magique Un amico dal passato              | 23 septembre 2015  | 14 novembre 2015   | 705           |
| 162 | 6  | Les magiloups Avventura su Lynphea                       | 23 septembre 2015  | 15 novembre 2015   | 706           |
| 163 | 7  | Au cœur de la forêt Attenti al magilupo                  | 24 septembre 2015  | 18 novembre 2015   | 707           |
| 164 | 8  | Mission Moyen-Âge Ritorno al Medioevo                    | 24 septembre 2015  | 21 novembre 2015   | 708           |
| 165 | 9  | Le joueur de luth Il gatto fatato                        | 25 septembre 2015  | 22 novembre 2015   | 709           |
| 166 | 10 | L'animal de Stella Winx in trappola                      | 25 septembre 2015  | 25 novembre 2015   | 710           |
| 167 | 11 | Mission au cœur de la jungle Missione nella giungla      | 26 septembre 2015  | 28 novembre 2015   | 711           |
| 168 | 12 | Au cœur de Zénith L'animale fatato di Tecna              | 26 septembre 2015  | 29 novembre 2015   | 712           |
| 169 | 13 | Pandas et licornes Il segreto dell'unicorno              | 27 septembre 2015  | 2 décembre 2015    | 713           |
| 170 | 14 | Transformation Tynix Potere Tynix                        | 27 septembre 2015  | 6 février 2016     | 714           |
| 171 | 15 | Les pierres magiques Le pietre magiche                   | 28 septembre 2015  | 7 février 2016     | 715           |
| 172 | 16 | Retour au Paradis Ritorno a Baia Paradiso                | 28 septembre 2015  | 13 février 2016    | 716           |
| 173 | 17 | Perdues dans une goutte d'eau Viaggio in una goccia      | 29 septembre 2015  | 14 février 2016    | 717           |
| 174 | 18 | Le jour des bananes Il rapimento di Stella               | 29 septembre 2015  | 20 février 2016    | 718           |
| 175 | 19 | L'arc-en-ciel Magix L'arcobaleno di Magix                | 30 septembre 2015  | 21 février 2016    | 719           |
| 176 | 20 | Mini Winx Baby Winx                                      | 30 septembre 2015  | 27 février 2016    | 720           |
| 177 | 21 | Plus de saisons Pazzo, pazzo mondo                       | 1er octobre 2015   | 28 février 2016    | 721           |
| 178 | 22 | Le pouvoir ultime Il regno dei diamanti                  | 1er octobre 2015   | 5 mars 2016        | 722           |
| 179 | 23 | Le secret d'Alféa Il cuore di Alfea                      | 2 octobre 2015     | 6 mars 2016        | 723           |
| 180 | 24 | Le papillon d'or La farfalla dorata                      | 2 octobre 2015     | 12 mars 2016       | 724           |
| 181 | 25 | La nouvelle harmonie magique Un patto inatteso           | 3 octobre 2015     | 13 mars 2016       | 725           |
| 182 | 26 | Un pouvoir extraordinaire Il potere degli animali fatati | 3 octobre 2015     | 19 mars 2016       | 726           |

### Huitième saison
| №   | #  | Titre                             | Première diffusion | Première diffusion | Code de prod. |
| №   | #  | Titre                             | Italie             | France             | Code de prod. |
| --- | -- | --------------------------------- | ------------------ | ------------------ | ------------- |
| 183 | 1  | N/A La notte delle stelle         | 15 avril 2019      | N/A                | 801           |
| 184 | 2  | N/A Il regno delle Lumen          | 16 avril 2019      | N/A                | 802           |
| 185 | 3  | N/A Attacco al nucleo             | 17 avril 2019      | N/A                | 803           |
| 186 | 4  | N/A Popstars!                     | 18 avril 2019      | N/A                | 804           |
| 187 | 5  | N/A Il segreto di Orion           | 19 avril 2019      | N/A                | 805           |
| 188 | 6  | N/A La stella faro                | 21 avril 2019      | N/A                | 806           |
| 189 | 7  | N/A Trappola su Prometia          | 22 avril 2019      | N/A                | 807           |
| 190 | 8  | N/A Negli abissi di Andros        | 23 avril 2019      | N/A                | 808           |
| 191 | 9  | N/A La luce di Gorgol             | 24 avril 2019      | N/A                | 809           |
| 192 | 10 | N/A Il potere dell'Idra           | 25 avril 2019      | N/A                | 810           |
| 193 | 11 | N/A Il tesoro magico di Syderia   | 26 avril 2019      | N/A                | 811           |
| 194 | 12 | N/A Festa a sorpresa              | 28 avril 2019      | N/A                | 812           |
| 195 | 13 | N/A L'ombra di Valtor             | 29 avril 2019      | N/A                | 813           |
| 196 | 14 | N/A La stella dei desideri        | 29 juillet 2019    | N/A                | 814           |
| 197 | 15 | N/A Una nuova missione            | 30 juillet 2019    | N/A                | 815           |
| 198 | 16 | N/A La festa dello Sparx          | 31 juillet 2019    | N/A                | 816           |
| 199 | 17 | N/A Il vestito della regina       | 1er août 2019      | N/A                | 817           |
| 200 | 18 | N/A La valle degli unicorni alati | 2 août 2019        | N/A                | 818           |
| 201 | 19 | N/A La torre oltre le nuvole      | 3 août 2019        | N/A                | 819           |
| 202 | 20 | N/A Il cuore verde di Lynphea     | 11 septembre 2019  | N/A                | 820           |
| 203 | 21 | N/A La gara di ballo su Melody    | 12 septembre 2019  | N/A                | 821           |
| 204 | 22 | N/A Il segreto dell'armonia       | 13 septembre 2019  | N/A                | 822           |
| 205 | 23 | N/A Fra terra e mare              | 14 septembre 2019  | N/A                | 823           |
| 206 | 24 | N/A Tra i ghiacci di Dyamond      | 15 septembre 2019  | N/A                | 824           |
| 207 | 25 | La volpe bianca                   | 16 septembre 2019  | N/A                | 825           |
| 208 | 26 | N/A Scritto nelle stelle          | 17 septembre 2019  | N/A                | 826           |